# Otto Baird Price
Pour les articles homonymes, voir Price.
Otto Baird Price (1877-1947) était un dentiste et un homme politique canadien du Nouveau-Brunswick.

## Biographie
Il est né le 16 septembre 1877 à Petitcodiac, au Nouveau-Brunswick. Il s'établit comme dentiste mais se lance rapidement en politique. Il représente la ville de Moncton à l'Assemblée législative du Nouveau-Brunswick du 20 juin 1912 au 23 février 1917.
Il tente sans succès d'être élu à la Chambre des communes du Canada en 1917 et 1921 face à Arthur Bliss Copp. Il l'emporte finalement le 29 novembre 1925 et est élu député conservateur de la circonscription de Westmorland. Il est réélu en 1926 et 1930 mais perd son siège en 1935 face à Henry Read Emmerson.
Otto Baird Price est mort le 18 janvier 1947.